# Ludovico Pico della Mirandola
Ludovico Pico della Mirandola (ur. 9 grudnia 1668 w Mirandoli, zm. 10 sierpnia 1743 w Rzymie) – włoski kardynał.

## Życiorys
Urodził się 9 grudnia 1668 roku w Mirandoli, jako syn Alessandra II Mirandoli i Anny Beatrice d'Este. Po studiach otrzymał doktorat utroque iure. Po ataku wojsk francuskich na jego rodzinne miasto, uciekł do Bolonii, Rzymu, a ostatecznie do Wiednia, gdzie cesarz wziął go w opiekę. 25 czerwca 1706 roku został wybrany łacińskim patriarchą Konstantynopola, a 11 lipca przyjął sakrę. W tym samym roku został także asystentem Tronu Papieskiego, a rok później – prefektem Pałacu Apostolskiego. 18 maja 1712 roku został kreowany kardynałem in pectore. Jego nominacja na kardynała prezbitera została ogłoszona na konsystorzu 26 września tego samego roku, a następnie nadano mu kościół tytularny San Silvestro in Capite. Sprawował funkcję prefekta Kongregacji ds. Odpustów i Świętych Relikwii (1712–1743) oraz Kongregacji ds. Korekty Ksiąg Liturgicznych Obrządków Wschodnich (1722–1743). W 1717 roku został arcybiskupem ad personam Senigallii. Siedem lat później zrzekł się zarządzania diecezją, a w latach 1730–1743 był archiprezbiterem bazyliki liberiańskiej. 9 kwietnia 1731 roku został podniesiony do rangi kardynała biskupa i otrzymał diecezję suburbikarną Albano, a w 1740 roku został przeniesiony do diecezji suburbikarnej Porto-Santa Rufina. Zmarł 10 sierpnia 1743 roku w Rzymie.